# Осіннє листя (фільм, 1956)
«Осіннє листя» (англ. Autumn Leaves) — американська драма режисера Роберта Олдріча 1956 року.

## Сюжет
Міллісент Везербі — жінка середніх років, якій болісно не вистачає любові і пристрасті. Її самотнє життя одного разу «порушує» харизматична молода людина по імені Берт Хансен. Йому вдається успішно підвести Міллісент до вівтаря, однак у народі поширюються чутки, що новоявлений чоловік на ділі — небезпечний маніяк. Ситуація додатково ускладнюється появою жінки, яка стверджує, що раніше була одружена з Бертом. Берт втрачає контроль над собою, а Міллісент доводиться вдаватися до суворих заходів, щоб залишити чоловіка.

## У ролях
- Джоан Кроуфорд — Міллісент Везербі
- Кліфф Робертсон — Берт Хансен
- Віра Майлз — Вірджинія Хансен
- Лорн Грін — містер Хансен
- Рут Доннеллі — Ліз Екхарт
- Шепперд Страдвік — доктор Малкольм Коуззенс
- Селмер Джексон — містер Везербі
- Максін Купер — медсестра Еванс
- Марджорі Беннетт — офіціантка
- Френк Герстл — містер Рамсей
- Леонард Мьюді — полковник Хілльєр
- Моріс Менсон — доктор Мастерсон